# 大虞
大虞（越南语：／）是胡朝时期的越南国名，从1400年一直持续到1407年胡季犛和胡汉苍被捕为止。

## 概念
1400年3月胡季犛上台后，国号“大越”改为“大虞”。 1407年4月，胡朝被明朝击败，大虞这个名字从此不再作为国号。 黎初朝争取独立后，越南国号改回大越。
胡朝国号“大虞”中的“虞”字是“安宁、和平”的意思，而不是“愚”的意思。“大虞”可以理解为对全国太平的祈愿。
另一种说法认为，胡氏家族是中国古代著名五帝之一虞舜的后裔。后来，舜的儿子妫满被周朝的周武王封到“陈”这个地方，称为“胡公满” ，并以“胡”字为姓。 胡季犛承认自己是胡家的后裔，是虞舜的后裔，所以他的国号是大虞。